# Traulia tonkinensis
Traulia tonkinensis är en insektsart som beskrevs av Bolívar, C. 1917. Traulia tonkinensis ingår i släktet Traulia och familjen gräshoppor.

## Underarter
Arten delas in i följande underarter:
- T. t. tonkinensis
- T. t. elongata
- T. t. fruhstorferi